# 拉施塔特
拉施塔特（德語：Rastatt，發音：[ˈʁaʃtat] ⓘ）是德国巴登-符腾堡州卡尔斯鲁厄行政区拉施塔特县的城市，也是拉施塔特县的县治和第一大城市，面积58.98平方千米，2023年12月31日人口为51,800人。

## 歷史
拉施塔特早於古代已有人聚居，但直至十七世紀，拉施塔特尚未具影響力。後來到了1689年，路德维希·威廉以凡爾賽為藍本，重建拉施塔特，成為歷代巴登-巴登藩侯的居處，直至1771年。其間，《拉什塔特和約》正是於拉施塔特簽訂。

## 地理
拉施塔特位于巴登-符腾堡州西部，穆爾格河畔，位于卡尔斯鲁厄西南约22千米、巴登-巴登以北约12千米处，與法國斯特拉斯堡相隔65公里。

## 經濟
拉施塔特是梅賽德斯-賓士的生產基地之一。該廠於1992年投產，主力生產A系列和B系列汽車。

## 友好城市
- 法國 奥朗日[2]（1965年）
- 義大利 法诺（1985年）
- 捷克 奧斯特羅夫（1991年）
- 美国 新不列颠（1948年）
- 英国 沃金（2001年）
- 巴西 恩特里里乌斯（葡萄牙語：Entre Rios (Guarapuava)）（1987年）

## 图集

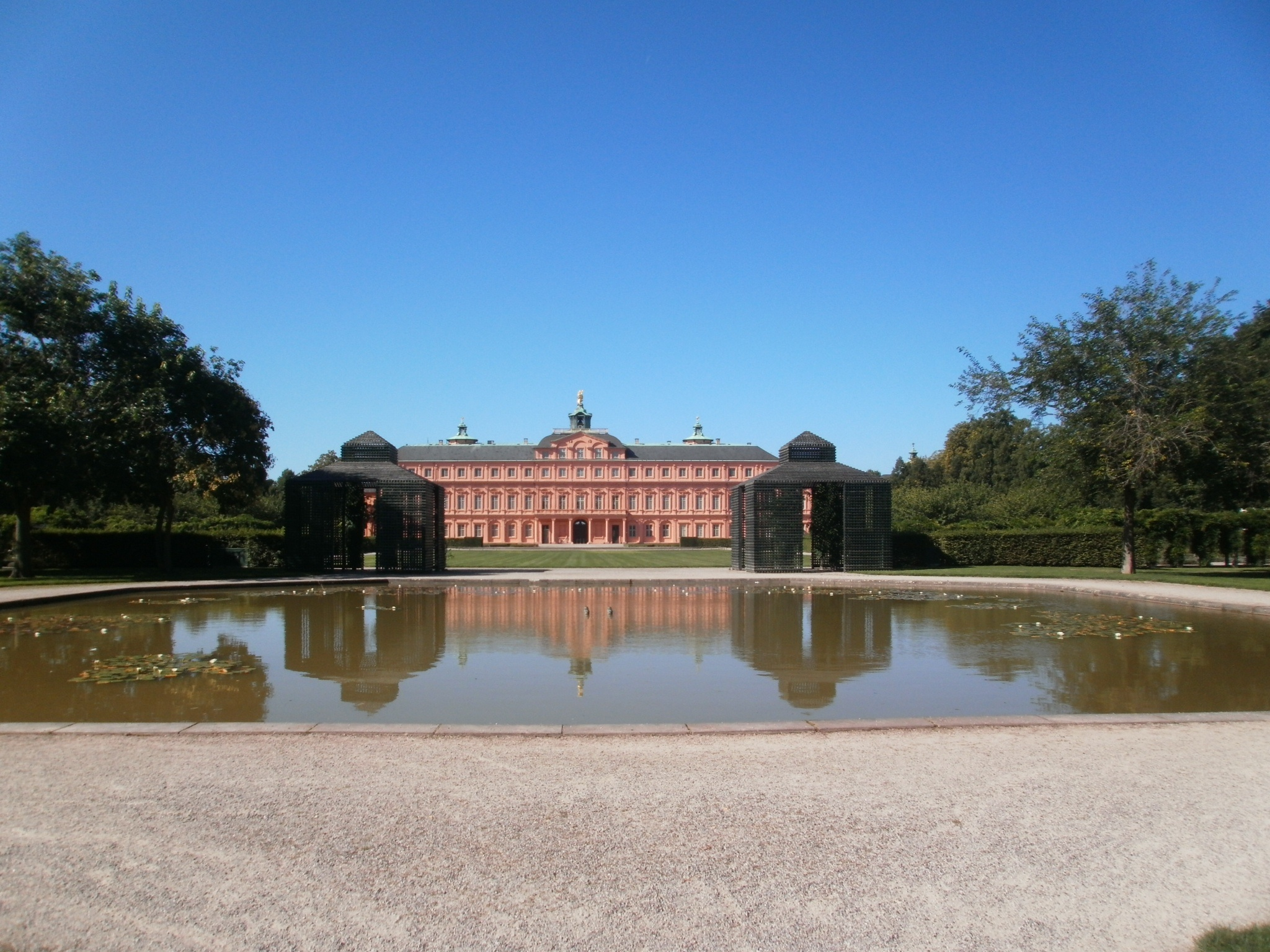
拉施塔特宮殿
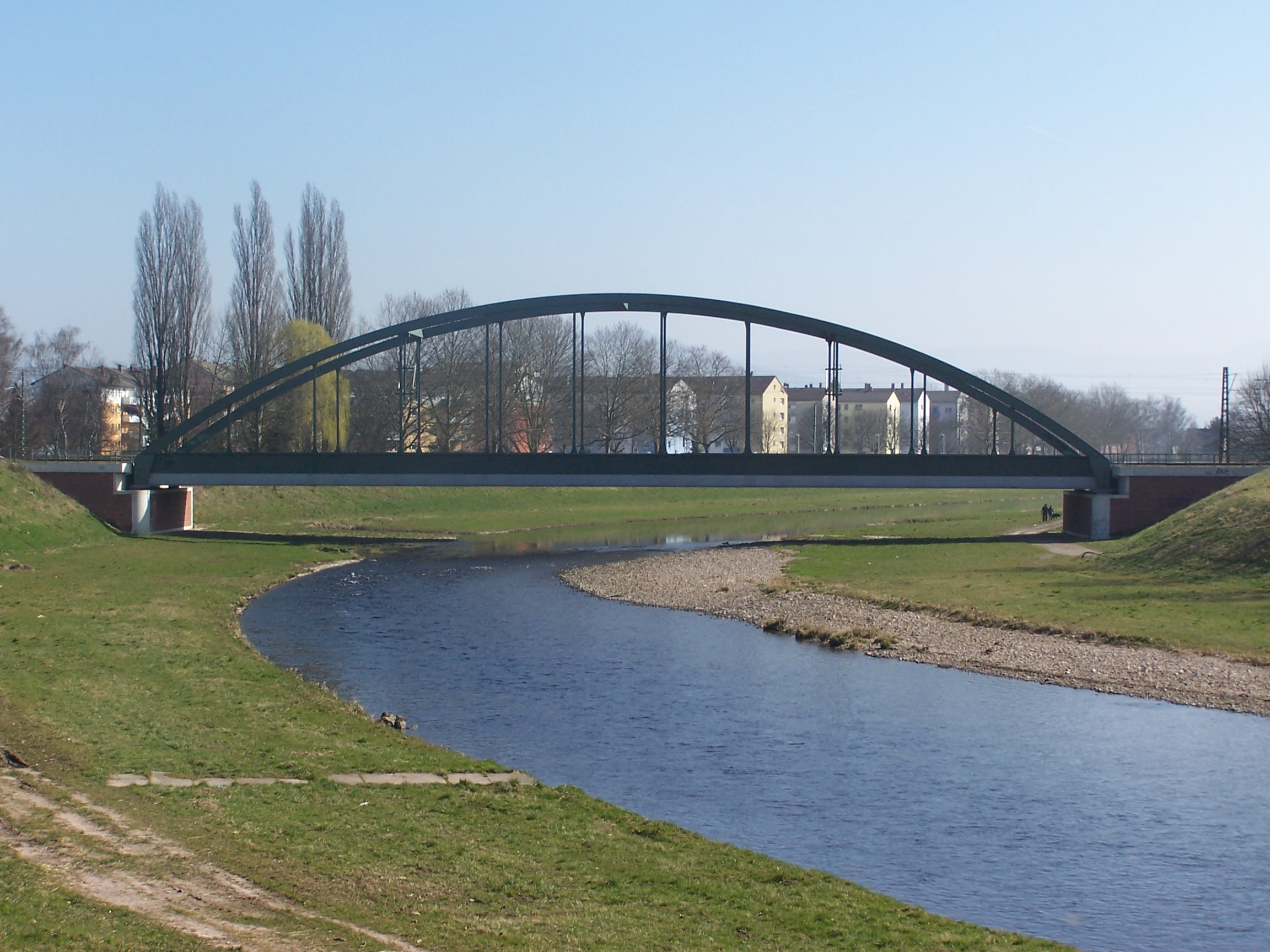
穆爾格河
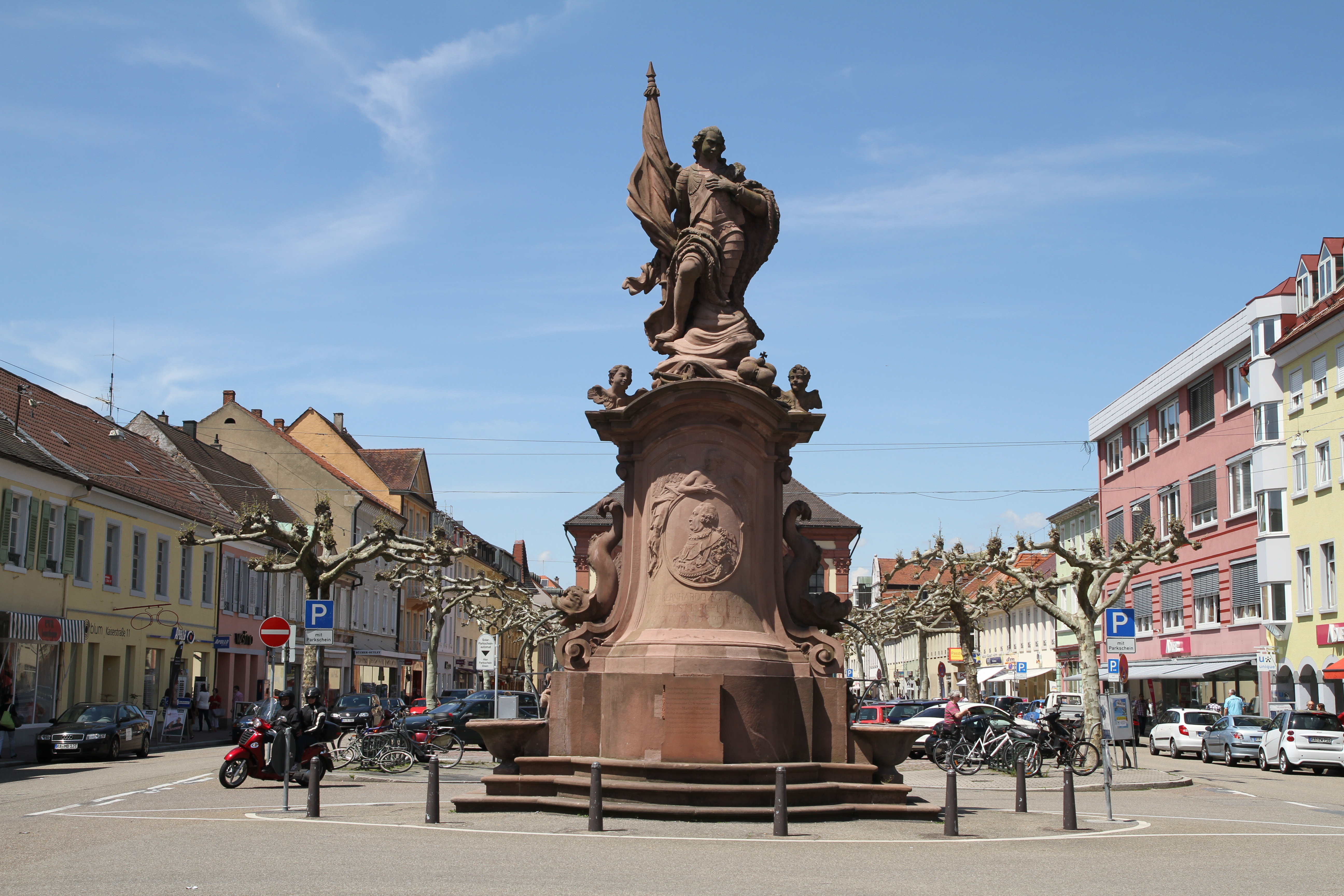
市內一處噴泉
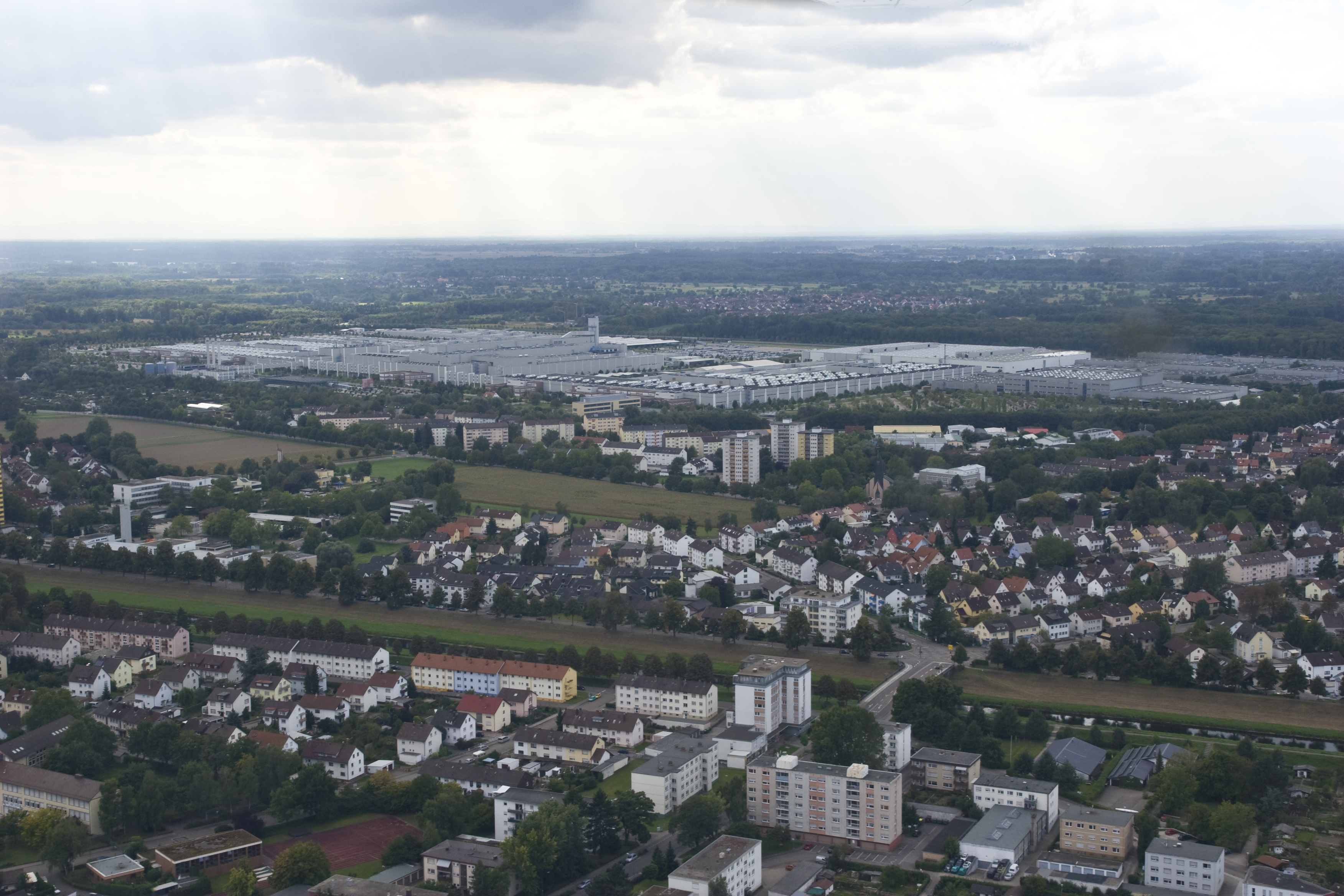
平治車廠鳥瞰圖